# Airton
Airton är en ort och civil parish i Storbritannien.   Den ligger i grevskapet North Yorkshire och riksdelen England, i den centrala delen av landet, 300 km nordväst om huvudstaden London. Airton ligger 180 meter över havet och antalet invånare är 175.
Terrängen runt Airton är kuperad åt nordost, men åt sydväst är den platt. Runt Airton är det ganska tätbefolkat, med 179 invånare per kvadratkilometer. Närmaste större samhälle är Colne, 19,0 km söder om Airton. Trakten runt Airton består i huvudsak av gräsmarker.